# Archidendron bubalinum
Archidendron bubalinum là một loài thực vật có hoa trong họ Đậu. Loài này được (Jack) I.C.Nielsen miêu tả khoa học đầu tiên.